# Süddeutsche Automobil-Fabrik Gaggenau
La Süddeutsche Automobil-Fabrik, abbreviato „SAF“, di Gaggenau fu una casa automobilistica tedesca e di biciclette. L'azienda fu fondata nel 1905 con la ragione sociale GmbH, e dal 1910 acquisita dalla Benz & Cie. AG. La fabbrica è ancora esistente in Daimler AG.

## Storia

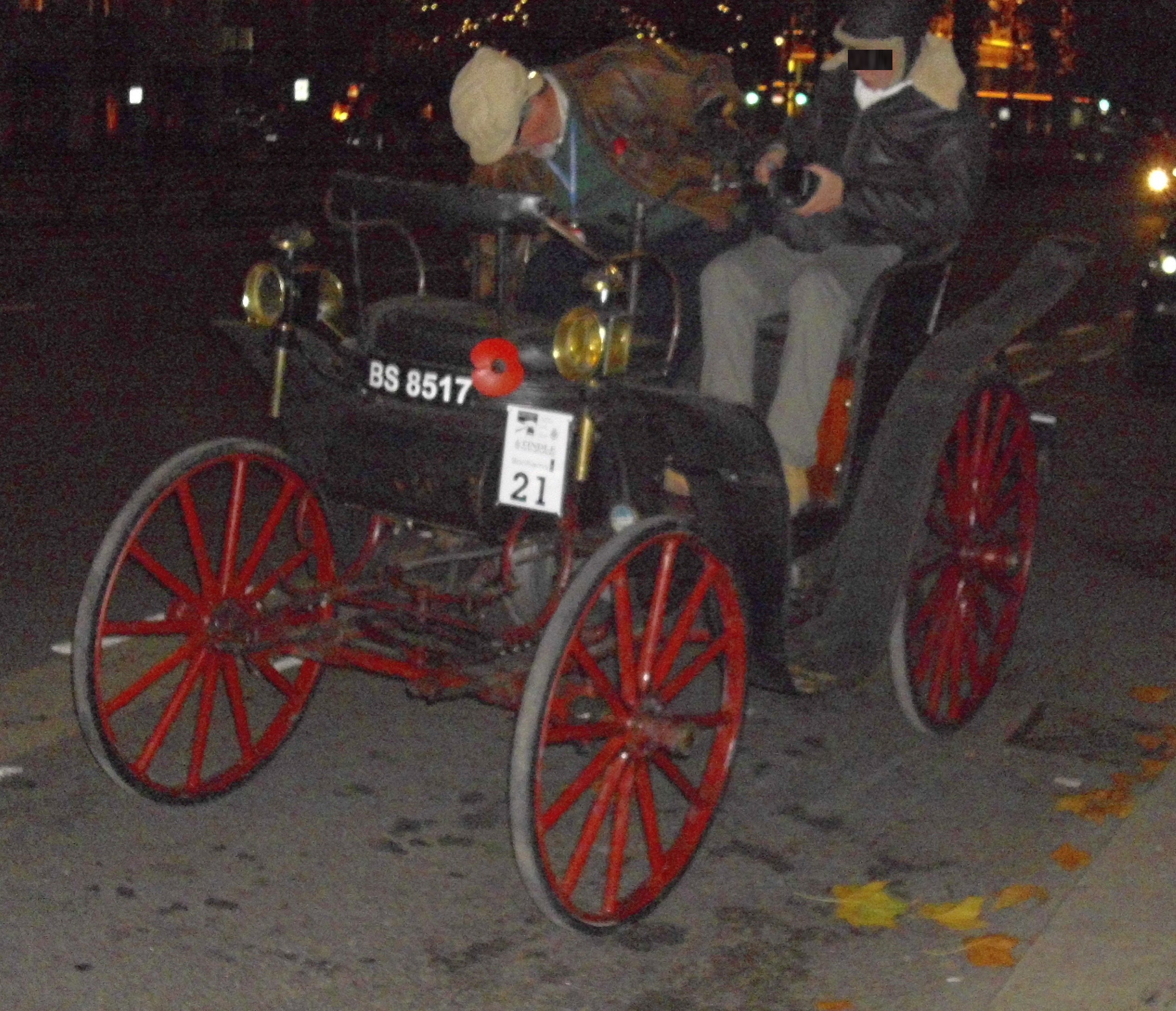
Orient-Express del 1898

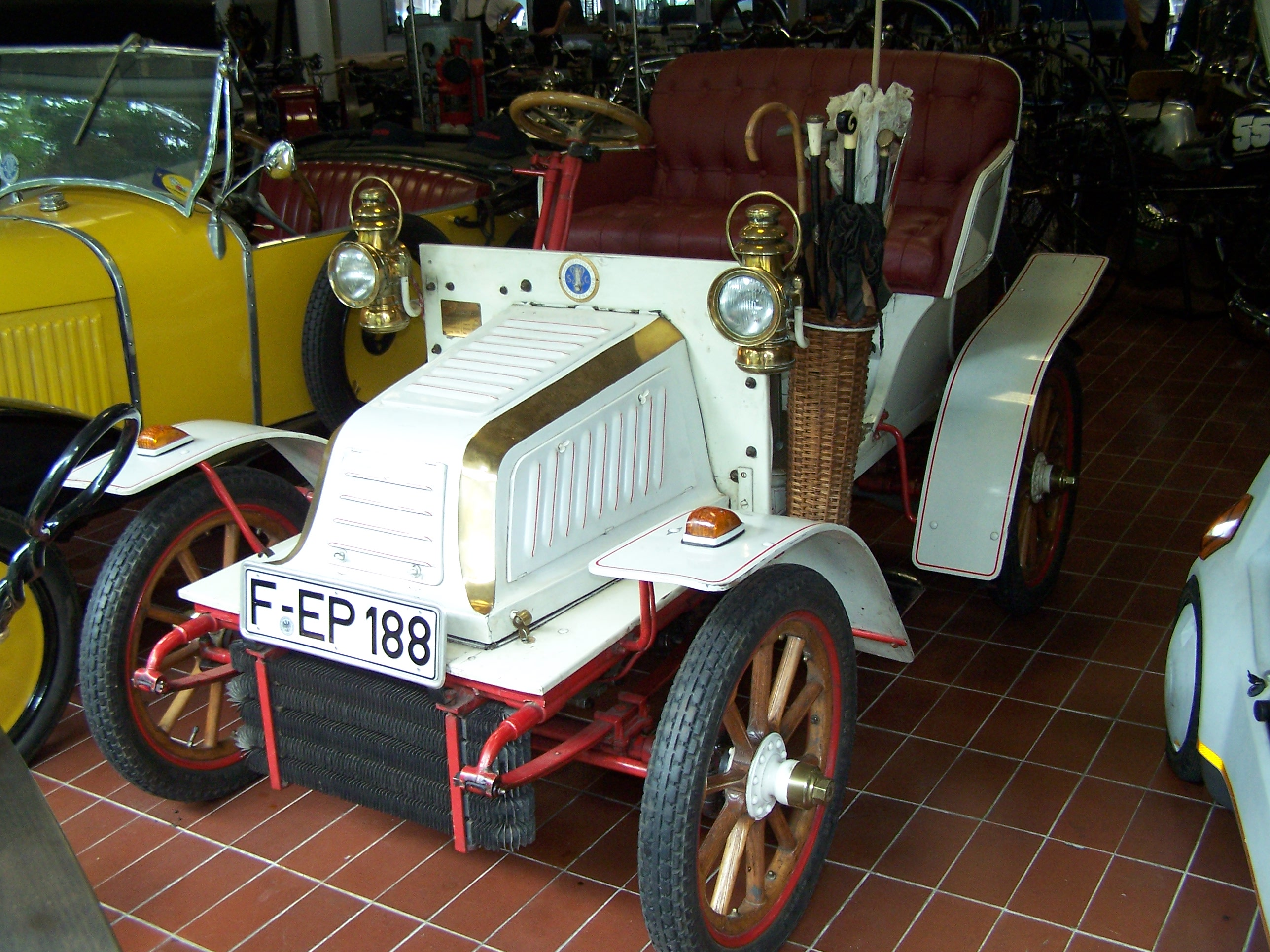
Una delle automobili più vecchie di Germania, una Bergmann presso il Technischen Sammlung Hochhut di Frankfurt am Main

Nel 1894 viene fondata da Theodor Bergmann una Automobilfabrik originata dalla industria risalente al 1883 che produceva fusioni e lavorazioni meccaniche, a sua volta risalente alla officina di lavorazione del ferro del 1680; nel 1889 venne acquisita da Theodor Bergmann.
NeI 1894 secondo i piani dell'ingegnere Josef Vollmer e Willy Seck una autoveicolo trasporto persone e merci così come un 8HP tipo Omnibus. Nel 1904 venne creata una utilitaria, offerta a marchio Liliput.
Nel 1904 Georg Wiss acquisisce la società, e nel 1905 inglobata nella Süddeutsche Automobil-Fabrik GmbH producente veicoli commerciali. Vennero prodotti diversi modelli di autobus, usati nel Baden-Baden. Nel 1905 venne costruito dalla SAF il primo autobus di grosse dimensioni con 52 posti a sedere per una società di trasporti berlinese. Venne anche creata la prima „benzinautomobile“ antincendio (autopompa) del mondo. Nel 1907 vennero anche prodotti veicoli militari da 5t di carico, e da trasporto pali telegrafici e simili. L'esportazione fu in Europa e nel centroamerica sotto il marchio „Gaggenau“, „SAF“ e „SAG“.
La SAF entrò presto in difficoltà per la poca offerta di prodotto e costose innovazioni; le vendite diminuirono e le finanze a seguire. Venne in interesse la Automobilfabrik Benz & Cie. di Mannheim, che volle produrre veicoli commerciali oltre alle automobili. Sotto la pressione della Rheinischen Kreditbank avvenne l'accordo tra la Benz & Cie. AG e la SAF. Benz concentrò nella SAF-Werke la produzione di autocarri e autobus. I dipendenti arrivarono a 800.
Lo sviluppo successivo fu il passaggio di SAF in „Benz-Werke Gaggenau GmbH“ (nel 1910/1911) e l'acquisizione totale nel 1912. In quel periodo il marchio usato fu per gli autocarri „Benz-Gaggenau“. La Benz-Werk a Gaggenau appartiene dal 1926 alla Daimler-Benz AG e giunta fino a noi in Daimler AG.